# Coppa Italia Dilettanti (Fase Eccellenza) 1995-1996
La fase Eccellenza della Coppa Italia Dilettanti 1995-1996 è un trofeo di calcio cui partecipano le squadre militanti nell'Eccellenza 1995-1996. Questa è la 15ª edizione, la quinta con questo nome (fino al 1991 il massimo campionato regionale si chiamava "Promozione"). La vincitrice si qualifica per la finale della Coppa Italia Dilettanti 1995-1996 contro la vincitrice della fase C.N.D. ed ottiene la promozione nel Campionato Nazionale Dilettanti.

## Breve regolamento
Le compagini della Eccellenza 1995-1996 e della Promozione 1995-1996 (rispettivamente 1º e 2º livello regionale, ovvero 6º e 7º nazionale) competono nelle coppe regionali.
Le 19 vincitrici accedono alla fase nazionale ove vengono divise in tre triangolari e 5 sfide dirette. Le 8 squadre che passano il turno, accedono ai quarti di finale, semifinali e finale (tutti turni a gare di andata e ritorno).
La vincitrice della coppa ottiene la promozione. Nel caso che essa abbia già ottenuto la promozione attraverso il posto in campionato, il posto-promozione andrà alla migliore fra le altre semifinaliste che abbia diritto (le compagini che militano in Promozione o che vi siano retrocesse nella stagione in corso non possono essere promosse nel C.N.D.). Nel caso che tutte le 4 semifinaliste siano o già state promosse, o militino in Promozione, il posto-promozione non viene assegnato.

## Squadre partecipanti
| Regione                  | Squadra           | Città (provincia)      | Risultato     | Finalista                |
| ------------------------ | ----------------- | ---------------------- | ------------- | ------------------------ |
| Piemonte e Valle d'Aosta | Alpignano         | Alpignano (TO)         | 1–2 e 2–0     | Acqui                    |
| Liguria                  | Sanremese         | Sanremo (IM)           | 1–0 e 1–1     | Fezzanese                |
| Lombardia                | Olginatese        | Olginate (LC)          | ?             | Sant'Angelo Castelcovati |
| Trentino-Alto Adige      | Rovereto          | Rovereto (TN)          | 0–0 (4-3 dtr) | Villazzano               |
| Veneto                   | Ponte Salgareda   | Ponte di Piave (TV)    | ?             | ?                        |
| Friuli-Venezia Giulia    | Porcia            | Porcia (PN)            | 3–0           | Aquileia                 |
| Emilia-Romagna           | BoCa              | Bologna                | ?             | ?                        |
| Toscana                  | Fortis Juventus   | Borgo San Lorenzo (FI) | 2–0 e 1–0     | Grassina                 |
| Umbria                   | San Sisto         | San Sisto di Perugia   | 1–1 (9-8 dtr) | Campitello               |
| Marche                   | Truentina         | Castel di Lama (AP)    | 1–0           | Montegiorgio             |
| Lazio                    | Anziolavinio      | Anzio (RM)             | 1–0           | Terracina                |
| Abruzzo                  | Celano            | Celano (AQ)            | ?             | ?                        |
| Molise                   | Frenter Larino    | Larino (CB)            | 3–0           | Roccaravindola           |
| Campania                 | Angri             | Angri (SA)             | 0–0 (1-0 dtr) | Sanità Napoli            |
| Puglia                   | Noicattaro        | Noicattaro (BA)        | ?             | ?                        |
| Basilicata               | Angelo Cristofaro | Oppido Lucano (PZ)     | 2–0 e 3–1     | Sporting Villa d'Agri    |
| Calabria                 | Locri             | Locri (RC)             | 1–0           | Sportiva Cariatese       |
| Sicilia                  | Vittoria          | Vittoria (RG)          | 1–0           | Peloro                   |
| Sardegna                 | Atletico Sirio    | Cagliari               | 5–3           | Bittese                  |

## Primo turno
La Lega Nazionale Dilettanti ha diviso le 19 compagini in 8 gironi : tre da 3 squadre (A, B e G) e cinque da 2 (C, D, E, F e H). Mentre i primi sono effettivamente dei gironi (a parità di punti la graduatoria viene stilata secondo la differenza reti, il maggior numero di reti segnate ed alla fine il sorteggio), negli ultimi, in caso di parità nel computo delle reti, si ricorre ai tempi supplementari ed ai tiri di rigore, quindi sono effettivamente delle sfide dirette.

### Triangolari
| Data       | Girone A               | ris.  |
| ---------- | ---------------------- | ----- |
| 20.03.1996 | Sanremese – Olginatese | 2 – 0 |
| 27.03.1996 | Olginatese – Alpignano | 0 – 1 |
| 03.04.1996 | Alpignano – Sanremese  | 2 – 1 |

| Classifica | P.ti | G | V | N | P | GF | GS | DR |
| ---------- | ---- | - | - | - | - | -- | -- | -- |
| Alpignano  | 6    | 2 | 2 | 0 | 0 | 3  | 1  | +2 |
| Sanremese  | 3    | 2 | 1 | 0 | 1 | 3  | 2  | +1 |
| Olginatese | 0    | 2 | 0 | 0 | 2 | 0  | 3  | –3 |

| Data       | Girone B                   | ris.  |
| ---------- | -------------------------- | ----- |
| 20.03.1996 | Ponte Salgareda – Porcia   | 1 – 2 |
| 27.03.1996 | Rovereto – Ponte Salgareda | 1 – 0 |
| 03.04.1996 | Porcia – Rovereto          | 0 – 0 |

| Classifica      | P.ti | G | V | N | P | GF | GS | DR |
| --------------- | ---- | - | - | - | - | -- | -- | -- |
| Porcia          | 4    | 2 | 1 | 1 | 0 | 2  | 1  | +1 |
| Rovereto        | 4    | 2 | 1 | 1 | 0 | 1  | 0  | +1 |
| Ponte Salgareda | 0    | 2 | 0 | 0 | 2 | 1  | 3  | –2 |

| Data       | Girone G                           | ris.  |
| ---------- | ---------------------------------- | ----- |
| 20.03.1996 | Angelo Cristofaro – Noicattaro     | 0 – 1 |
| 27.03.1996 | Frenter Larino – Angelo Cristofaro | 5 – 0 |
| 03.04.1996 | Noicattaro – Frenter Larino        | 2 – 1 |

| Classifica        | P.ti | G | V | N | P | GF | GS | DR |
| ----------------- | ---- | - | - | - | - | -- | -- | -- |
| Noicattaro        | 6    | 2 | 2 | 0 | 0 | 3  | 1  | +2 |
| Frenter Larino    | 3    | 2 | 1 | 0 | 1 | 6  | 2  | +4 |
| Angelo Cristofaro | 0    | 2 | 0 | 0 | 2 | 0  | 6  | –6 |

### Sfide dirette
| Squadra 1      | Totale          | Squadra 2       | Andata | Ritorno |
| -------------- | --------------- | --------------- | ------ | ------- |
| BoCa           | 1 – 4           | Fortis Juventus | 0 – 2  | 1 – 2   |
| Truentina      | 0 – 5           | San Sisto       | 0 – 2  | 0 – 3   |
| Atletico Sirio | 1 – 2           | Anziolavinio    | 0 – 0  | 1 – 2   |
| Angri          | 1 – 1 (5-4 dtr) | Celano          | 1 – 0  | 0 – 1   |
| Vittoria       | 1 – 2           | Locri           | 1 – 1  | 0 – 1   |

## Quarti di finale
| Squadra 1       | Totale | Squadra 2    | Andata     | Ritorno    |
| --------------- | ------ | ------------ | ---------- | ---------- |
|                 |        |              | 17.04.1996 | 01.05.1996 |
| Porcia          | 0 – 2  | Alpignano    | 0 – 0      | 0 – 2      |
| Fortis Juventus | 1 – 0  | San Sisto    | 1 – 0      | 0 – 0      |
| Noicattaro      | 1 – 0  | Anziolavinio | 1 – 0      | 0 – 0      |
| Locri           | 5 – 3  | Angri        | 2 – 2      | 3 – 1      |

## Semifinali
| Squadra 1 | Totale      | Squadra 2       | Andata | Ritorno |
| --------- | ----------- | --------------- | ------ | ------- |
| Alpignano | 1 – 4       | Fortis Juventus | 1 – 4  | 0 – 0   |
| Locri     | 2 – 2 (gfc) | Noicattaro      | 0 – 1  | 2 – 1   |

## Finale
| Squadra 1       | Totale | Squadra 2 | Andata | Ritorno |
| --------------- | ------ | --------- | ------ | ------- |
| Fortis Juventus | 1 – 0  | Locri     | 1 – 0  | 0 – 0   |

| Arbitro: | Testa (Torino) |

| |            | |
| Luzi 64’ | Marcatori  | |
| Cortesi Giovannini Nuti Cerbai F. Merendi Landi (76' Pinzani) Pardini R. Merendi Nardi Giannoni (90' Nencioli) Luzi | Formazioni | Marino Scarrano Caridi Viscomi Silvano Criaco Bolognino D. Favasuli Telli (60' Sollazzo) Schirripa Logatto (73' Giannino) |
| Tatini | Allenatori | Pedullà |

| Arbitro: | Ferro (Frattamaggiore) |

| |            | |
| Rescigno Criaco Autolitano Viscomi Caridi S. Favasuli Bolognino (40' Pitasi) D. Favasuli (50' Leotta) Chiera Schirripa (65' Sollazzo) Logatto | Formazioni | Cortesi Giovannini F. Merendi Cerbai Gianassi (70' Pinzani) Landi Iori R. Merendi Nardi (50' Nencioli) Luzi Nuti |
| Pedullà | Allenatori | Tatini |

## Promozione nel C.N.D.
Viene promossa la Fortis Juventus (3ª nel girone B della Toscana) come vincitrice della coppa.